# Amazon Glue
AWS Glue es una plataforma informática sin servidor basada en eventos proporcionada por Amazon como parte de Amazon Web Services. Es un servicio informático que ejecuta código en respuesta a eventos y administra automáticamente los recursos informáticos requeridos por ese código. Se introdujo en agosto de 2017.
El objetivo principal de Glue es escanear otros servicios en la misma nube privada virtual (o elemento de red accesible equivalente incluso si no lo proporciona AWS), particularmente S3 . Los trabajos se facturan según el tiempo de cómputo, con un recuento mínimo de 1 minuto. Glue descubre los datos de origen para almacenar metadatos asociados (p. ej., el esquema de la tabla de nombres de campo, longitudes de tipos) en el catálogo de datos de AWS Glue (al que luego se puede acceder a través de la consola de AWS o las API).

## Idiomas admitidos
Scala y Python son compatibles oficialmente a a 2020.

## Interrogación de catálogo a través de API
El catálogo se puede leer en la consola de AWS (a través del navegador) y a través de la API dividido en temas que incluyen:
- API de base de datos
- API de tabla
- API de partición
- API de conexión
- API de función definida por el usuario
- Importación de un catálogo de Athena a AWS Glue

- Arquitectura impulsada por eventos
- Framework sin servidor
- Computación sin servidor
- Función como un servicio
- Plataforma en la nube de Oracle
- Funciones de la nube de Google
- Funciones de Azure